# ビオビオ州

ビオビオ州
VIII Región del Biobío

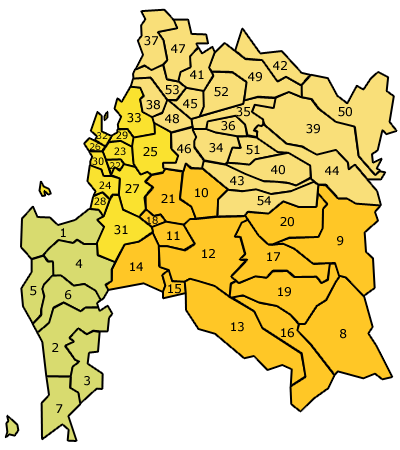
行政区

ビオビオ州（Bío-Bío、第VIII州) は、チリ共和国の中部にある州である。
面積は37,062.6km2で、人口は1,556,805人（2017年）。州都はコンセプシオン。

## 隣接州
- ニュブレ州
- ネウケン州
- ラ・アラウカニア州

## 行政区分
州は3つの県に区分される。
アラウコ県
首府：レブ（Lebu）
1 アラウコ（Arauco）
2 カニェーテ（Cañete）
3 コントゥルモ（Contulmo）
4 クラニラウエ（Curanilahue）
5 レブ（Lebu）
6 ロス・アラモス（Los Álamos）
7 ティルーア（Tirúa）
ビオビオ県
首府：ロス・アンヘレス
8 アルト・ビオ・ビオ（Alto Bio Bio）
9 アントゥーコ（Antuco）
10 カブレロ
11 ラハ（Laja）
12 ロス・アンヘレス
13 ムルチェン（Mulchén）
14 ナシミエント（Nacimiento）
15 ネグレーテ（Negrete）
16 キラーコ（Quilaco）
17 キジェーコ（Quilleco）
18 サン・ロセンド (San Rosendo)
19 サンタ・バルバラ（Santa Bárbara）
20 トゥカペル
21 ユンベル
コンセプシオン県
首府：コンセプシオン
22 チグアヤンテ
23 コンセプシオン
24 コロネル
25 フロリーダ（Florida）
26 ウアルペン
27 ウアルキ（Hualqui）
28 ロタ
29 ペンコ
30 サン・ペドロ・デ・ラ・パス
31 サンタ・フアナ（Santa Juana）
32 タルカウアーノ
33 トメ